# Roger Vialleron
Roger Vialleron, né le 16 janvier 1926 à Saint-Étienne et mort le 10 novembre 2016 à Olonne-sur-Mer, est un footballeur français. Milieu de terrain, il évolue chez les professionnels à l'AS Saint-Étienne, à l'AS Monaco et au Stade rennais.

## Biographie
Né à Saint-Étienne le 16 janvier 1926, Roger Vialleron débute au football professionnel dans le club principal de sa ville natale, l'Association sportive de Saint-Étienne. Il fait ses premiers pas en Division 1 lors de la saison 1948-1949, puis dispute vingt-deux rencontres lors de la saison 1949-1950.
En 1951, il rejoint l'AS Monaco, club qui évolue en Division 2, et avec lequel il joue treize matchs. Il est alors remarqué par le Stade rennais, qui l'engage pour la saison 1952-1953. Polyvalent, il joue surtout au milieu de terrain, mais change beaucoup de poste, évoluant également en défense ou même en attaque. Le Stade rennais relégué en Division 2, Vialleron y reste les deux saisons suivantes. En 1953-1954, il continue de jouer à de nombreux postes différents, mais finit par se fixer au milieu lors de l'exercice 1954-1955. À l'issue de cette dernière saison, il décide de mettre un terme à sa carrière de footballeur professionnel, à l'âge de 27 ans.

## Statistiques
Le tableau suivant récapitule les statistiques de Roger Vialleron durant sa carrière professionnelle,.
| Saison                | Club                  | Championnat           | Championnat | Championnat | Coupe(s) nationale(s) | Coupe(s) nationale(s) | Total | Total |
| Saison                | Club                  | Division              | M.          | B.          | M.                    | B.                    | M.    | B.    |
| 1948-1949             | AS Saint-Étienne      | D1                    | 4           | 0           | -                     | -                     | 4     | 0     |
| 1949-1950             | AS Saint-Étienne      | D1                    | 22          | 0           | 1                     | 0                     | 23    | 0     |
| 1951-1952             | AS Monaco             | D2                    | 14          | 1           | 1                     | 0                     | 15    | 1     |
| 1952-1953             | Stade rennais UC      | D1                    | 24          | 2           | 2                     | 0                     | 26    | 2     |
| 1953-1954             | Stade rennais UC      | D2                    | 22          | 0           | 1                     | 0                     | 23    | 0     |
| 1954-1955             | Stade rennais UC      | D2                    | 14          | 3           | 4                     | 0                     | 18    | 3     |
| Total sur la carrière | Total sur la carrière | Total sur la carrière | 100         | 6           | 9                     | 0                     | 109   | 6     |